# Save Our Children
Cet article a pour sujet la campagne homophobe menée par la chanteuse baptiste Anita Bryant aux États-Unis en 1977-1978. Il ne doit pas être confondu avec l'ONG Save the Children. Pour les autres articles quasi-homonymes voir : Save the Children (homonymie).
Save Our Children (en français : « Protégeons nos enfants ») puis Protect America’s Children (« Protégez les enfants d'Amérique ») était une organisation politique homophobe présidée par la chanteuse Anita Bryant et créée en 1977, à Miami, en Floride, aux États-Unis. Son but est alors d'obtenir l'abolition de l'ordonnance 77-4 du comté de Dade interdisant la discrimination à l'embauche, au logement et à l'accès aux services publics des homosexuels.

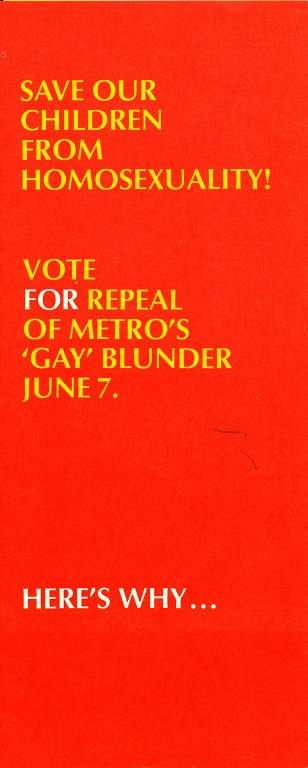
Brochure de 1977 publiée par Save Our Children pour lutter contre l'ordonnance 77-4.

Le 7 décembre 1976, Ruth Shack, une conseillère du comté de Dade, présente un projet de loi visant à interdire les discriminations sur la base de l'orientation sexuelle dans la région de Miami. La proposition est adoptée le 18 janvier suivant, ce qui soulève l'indignation des communautés religieuses locales, et notamment de la Convention baptiste du Sud. Poussés par leur pasteur, la chanteuse Anita Bryant et son époux l'ancien disc-jockey Bob Green décident de renverser l'ordonnance en organisant un référendum local. Avec une trentaine d'autres personnes, ils fondent Save Our Children, une coalition conservatrice qui leur sert à médiatiser leur combat. Ils organisent ensuite une campagne de signatures destinée à rendre possible la consultation populaire, collectent des dons pour financer leur campagne et font paraître différentes publicités dans les médias locaux pour convaincre l'opinion publique du comté. Ils n'hésitent alors pas à tenir des propos homophobes et à associer publiquement homosexualité et pédophilie pour convaincre leur auditoire.
Face aux attaques de Save Our Children, et malgré le soutien d'homosexuels d'autres États, la communauté LGBT de Miami peine à organiser la contre-attaque. Victime de ses divisions et encore fortement « dans le placard », elle ne parvient pas à parler d'une seule voix. Dans ces conditions, Anita Bryant et ses partisans obtiennent une large victoire au référendum local organisé le 7 juin 1977. Inspirés par ce résultat, des conservateurs d'autres régions des États-Unis s'organisent pour renverser des lois locales similaires à l'ordonnance 77-4. Soutenus par Save Our Children et par Anita Bryant, plusieurs de ces mouvements arrivent à leurs fins et font tomber les lois anti-discrimination de Saint-Paul (Minnesota), d'Eugene (Oregon) et de Wichita (Kansas). D'autres échouent par contre dans leurs tentatives à Seattle (Washington) et en Californie.
Le mouvement déclenché par Save Our Children a d'importantes conséquences sur la société américaine. Côté conservateur, il contribue à mobiliser les chrétiens, qui s'étaient largement éloignés de la vie politique après le « Procès du singe ». Il favorise par ailleurs la création de la Moral Majority par le pasteur Jerry Falwell, lui-même soutien d'Anita Bryant. Côté homosexuel, il cause un véritable choc, suivi de plusieurs cas de suicide et d'agressions homophobes. Il aboutit cependant aussi à la mobilisation des gays et des lesbiennes, qui luttent pour la première fois main dans la main. Grâce aux différentes campagnes, la communauté LGBT apprend par ailleurs à s'organiser, en attendant le drame des années SIDA.
Malgré un réel succès initial auprès du public chrétien, Anita Bryant finit quant à elle par être victime de son implication dans la campagne homophobe. Subissant le boycott de la communauté LGBT, elle perd progressivement l'ensemble de ses contrats publicitaires, notamment avec le syndicat des agrumes de Floride, qu'elle représentait depuis 1969. Surtout, elle doit faire face au refus des maisons de disque de la produire. En proie à des difficultés psychologiques, elle divorce en 1979, ce qui lui vaut la critique des milieux chrétiens fondamentalistes. Malgré plusieurs tentatives de comeback dans les années 1990, elle ne parvient jamais à relancer sa carrière artistique.

## Antécédents

### L'homosexualité à Miami: entre persécutions et relative acceptation
Voir aussi : Histoire de l'homosexualité en Floride (en)

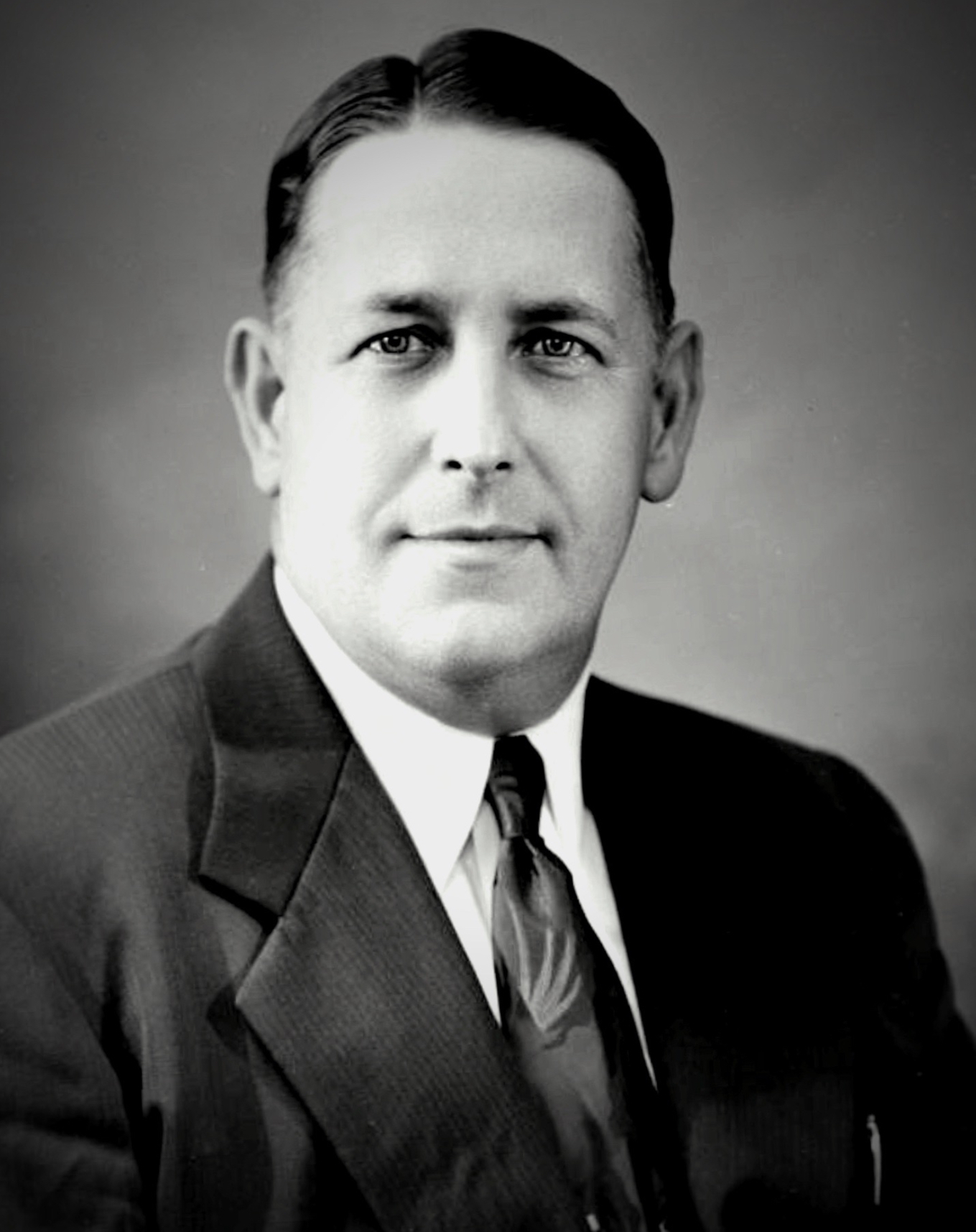
Le sénateur Charley Johns organise une « chasse aux sorcières » contre les homosexuels de Floride dans les années 1950-1960.

Le regard vis-à-vis de l'homosexualité connaît, à Miami, les mêmes évolutions que celles que l'on retrouve dans la plupart des autres grandes métropoles des États-Unis au XXe siècle. Alors que la vie nocturne homosexuelle s'y développe rapidement dans les années 1930, les autorités municipales font fermer de nombreux établissements gays et interdisent aussi bien l'homosexualité que le travestissement dans les années 1950. Entre 1956 et 1966, le Florida Legislative Investigation Committee (sorte de version locale des commissions d'enquête maccarthystes présidée par le sénateur Charley Johns) organise le renvoi systématique des homosexuels présents dans la fonction publique et les universités de Floride. Il publie, en outre, un document très violent intitulé Homosexuality and Citizenship in Florida (« L'Homosexualité et la Citoyenneté en Floride ») qui décrit les hommes homosexuels comme des prédateurs sexuels et comme une menace pour les enfants. En 1960, The Miami Herald publie, quant à lui, plusieurs articles qui relient l'homosexualité au proxénétisme et aux abus sexuels sur mineurs. En 1966, la branche floridienne de la NBC diffuse par ailleurs un documentaire intitulé The Homosexual, qui présente les gays comme des violeurs et avertit les spectateurs que les jeunes garçons sont en danger à leur contact.
L'image des homosexuels évolue cependant avec la libéralisation des mœurs, à la fin des années 1960, et le développement d'un militantisme gay à la suite des émeutes de Stonewall, à New York, en 1969. Malgré le contrôle très strict des homosexuels floridiens et l'organisation de fréquents raids policiers dans les bars LGBT de Miami, l'Église communautaire métropolitaine, une congrégation chrétienne homosexuelle, ouvre ainsi un temple dans la ville en 1970. Deux ans plus tard, la convention nationale du Parti démocrate se tient à Miami et, pour la première fois dans l'histoire du parti, la thématique des droits des homosexuels y est abordée grâce au discours du militant gay Jim Foster. En 1974, l'homme d'affaires Jack Campbell, propriétaire de la chaîne Club Baths, ouvre, à Miami, un sauna gay. Après le premier raid policier contre son établissement, Campbell parvient à faire libérer tous ses clients et porte plainte contre le Département de Police de Miami, qui doit finalement lui présenter ses excuses et renoncer à tout nouveau harcèlement contre les usagers du sauna. Même l'image des homosexuels donnée par la presse locale se transforme jusqu'à les présenter comme une minorité silencieuse opprimée.

### L'ordonnance 77-4
C'est dans ce contexte que Ruth Shack, conseillère du comté de Dade (dont Miami est le chef-lieu), propose, le 7 décembre 1976, un projet d'interdiction des discriminations à l'embauche, au logement et à l'accès aux services publics des homosexuels. Ce projet législatif (baptisé ordonnance 77-4) est déposé à la demande d'une organisation homosexuelle âgée d'un an, la Dade County Coalition for the Humanistic Rights of Gays (« Coalition du comté de Dade pour les droits humains des gays »), dont les dirigeants sont l'homme d'affaires Jack Campbell, le militant et homme politique gay Bob Basker et un partisan du « mouvement du potentiel humain » et de la libération sexuelle nommé Bob Kunst[réf. nécessaire].

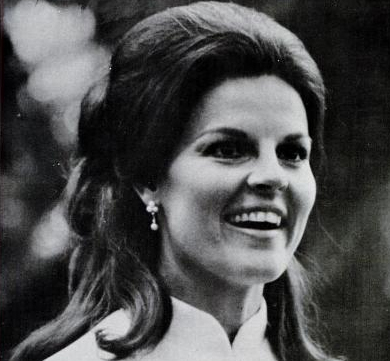
La chanteuse Anita Bryant (ici, en 1971) est bouleversée par le projet d'ordonnance interdisant la discrimination des homosexuels.

Lorsque le projet de Ruth Shack est rendu public, un vent de protestations traverse les communautés religieuses locales. La Convention baptiste du Sud condamne ainsi l'initiative en pleine chaire et la nouvelle alerte l'une de ses fidèles, Anita Bryant. Âgée de 36 ans, cette dernière est une chanteuse célèbre qui a commencé sa carrière comme enfant star dans un show télévisé d'Oklahoma City. Fille de parents deux fois divorcés, elle a connu la pauvreté et a trouvé la foi à l'âge de huit ans. La religion tient, depuis lors, une place primordiale dans sa vie. Très ambitieuse, elle a demandé à Dieu de faire d'elle une célébrité lorsqu'elle était enfant. À l'adolescence, elle a participé à des concours de beauté qui l'ont amenée à être élue successivement Miss Oklahoma et deuxième dauphine de Miss Amérique. En 1960, Anita Bryant a épousé le disc jockey Bob Green, qui a fait d'elle une chanteuse professionnelle connaissant un certain succès. Spécialisée dans la chanson populaire, patriotique et religieuse, elle a ainsi produit trois disques d'or, participé à des tournées outre-mer auprès des forces armées et chanté aux funérailles du président Lyndon Johnson en 1973. En 1969, elle est devenue ambassadrice de la Florida Citrus Commission (syndicat des producteurs d'agrumes de Floride), ce qui l'a amenée à tourner dans de nombreuses publicités pour le jus d'orange floridien. Elle a également représenté d'autres grandes marques, comme Coca-Cola, Tupperware, Kraft Foods ou Holiday Inn.
Ayant elle-même participé au financement de la campagne de Ruth Shack, qui se trouve être l'épouse de son agent, Anita Bryant s'oppose d'abord de façon mesurée au projet d'ordonnance anti-discrimination. Malgré les objurgations de son pasteur, elle se contente ainsi d'écrire à la commission du comté et d'appeler Ruth Shack pour lui faire part de ses craintes. La chanteuse s'inquiète d'ailleurs surtout du fait que l'ordonnance risque d'autoriser les personnes homosexuelles à travailler dans des écoles chrétiennes, car ses propres enfants y sont inscrits. En fait, Anita Bryant sait, à l'époque, très peu de choses sur les homosexuels et elle n'est pas convaincue qu'ils représentent un réel danger pour la société. C'est la visite d'un sergent de police dans son église qui lui fait durablement associer homosexualité et pédophilie. Ce policier lui montre en effet des photographies pornographiques gays et infantiles qui l'horrifient et la poussent à se mobiliser activement contre l'ordonnance. D'après ses propres déclarations, elle reçoit alors le soutien de sa fille de neuf ans, qui lui suggère que Dieu l'aidera dans sa cause.
Lorsque la commission du comté de Dade se réunit pour voter l'ordonnance, le 18 janvier 1977, la salle du conseil est remplie par une foule de partisans et d'opposants au projet et, à l'extérieur du bâtiment, de nombreux chrétiens, venus de toute la région, manifestent leur opposition à la réforme tandis qu'aucun soutien ne fait entendre sa voix. Avant le vote, la commission procède à l'audition de l'argumentaire des deux camps. Anita Bryant, qui fait partie des personnalités venues s'opposer au projet, explique alors que « l'ordonnance justifie l'immoralité et prive [ses] enfants du droit de grandir dans une communauté saine et décente ». En dépit de cette forte mobilisation des opposants, l'ordonnance 77-4 est approuvée par 5 voix contre 3[réf. nécessaire], faisant de Miami l'une des quarante premières métropoles américaines à s'être déclarées en faveur des droits des homosexuels.

## De la création deSave Our Childrenà la tenue du référendum local

### Save Our Childrenorganise la riposte

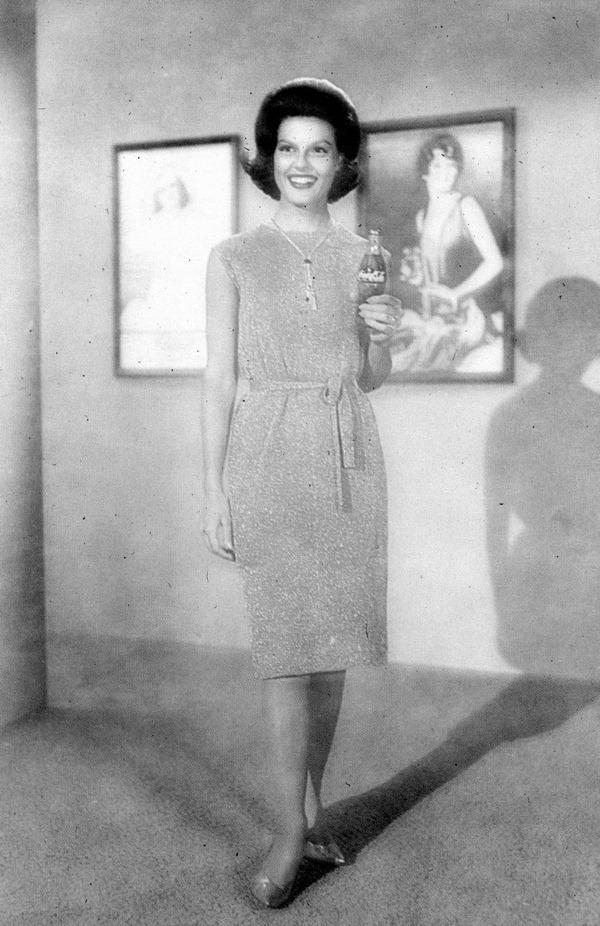
Anita Bryant prend la tête de la coalition Save Our Children.

Après le vote de l'ordonnance 77-4, une trentaine de personnalités politiques conservatrices et de religieux de différentes confessions se retrouvent dans le domicile d'Anita Bryant et de son mari pour discuter d'une contre-offensive. Ils créent alors l'association Save Our Children (« Protégeons nos enfants ») et élisent Anita Bryant comme présidente, Bob Green comme trésorier et Robert Brake, un catholique longtemps engagé dans la lutte pour les droits civiques, comme secrétaire. Ils décident par ailleurs de lancer une pétition pour obtenir les 10 000 signatures nécessaires à la tenue d'un référendum local sur la question des droits des homosexuels. Conseillée par un agent de publicité affilié au parti républicain nommé Mike Thompson, la coalition organise ensuite une conférence de presse pour faire connaître ses idées. Face aux journalistes, Anita Bryant brandit alors une brochure sur l'homosexualité qu'elle affirme être distribuée dans les environs des lycées (ce qu'elle est plus tard obligée de démentir) et qui serait la preuve que les homosexuels du comté de Dade « cherchent à recruter des enfants pour les convertir à l'homosexualité ». Finalement, après six semaines de campagne contre l'ordonnance, la pétition organisée par Save Our Children obtient pas moins de 64 000 signatures et la commission du comté est contrainte de programmer un référendum local prévu au 7 juin 1977[réf. nécessaire].
Save Our Children débute alors sa campagne pour faire retirer l'ordonnance anti-discrimination. Or, en mars 1977, Mike Thompson découvre, à l'occasion d'un sondage d'opinion, que deux femmes du comté de Dade sur trois soutiennent le texte voté en janvier parce qu'elles considèrent leurs amis homosexuels comme des personnes relativement inoffensives. En réaction, Save Our Children oriente sa stratégie de façon à prouver à l'opinion publique que les homosexuels sont des gens immoraux, obsédés par le sexe, qui bouleversent les rôles de genre traditionnels et représentent un danger spécifique pour les enfants. Anita Bryant soutient pleinement cette stratégie et prononce plusieurs discours dans lesquels elle explique que l'ordonnance du comté fait basculer la loi du côté de l'injustice. Elle déclare ainsi : « si les homosexuels sont autorisés à modifier la loi en leur faveur, pourquoi les prostituées, les voleurs ou les assassins ne pourraient-ils pas en faire autant ? ». Elle associe par ailleurs spécifiquement les homosexuels à des pédophiles en précisant que « certaines des histoires qu'[elle] pourrait raconter sur le recrutement et le viol d'enfants par des homosexuels vous retourneraient l'estomac ».
Toujours dans le but de convaincre l'opinion publique floridienne, Save Our Children produit un spot publicitaire dans lequel sont opposés les « sains divertissements » de l’Orange Bowl Parade (alors présidée par Anita Bryant) et les images hautement érotisées de la San Francisco Gay Freedom Day Parade, où des hommes vêtus de cuir s'embrassent lascivement tandis que des lesbiennes affichent publiquement leurs seins nus et que des drag queens dansent dans la rue. Le spot accuse ensuite la communauté gay de Miami de vouloir transformer la ville en « foyer de l'homosexualité » comme cela a déjà été fait à San Francisco. Dans le même temps, Save Our Children publie des pleines pages dans The Miami Herald montrant un empilement de gros titres dénonçant des professeurs entretenant des liaisons avec leurs élèves, des réseaux de prostitution infantile et l'implication d'homosexuels dans des organisations travaillant avec des jeunes, suivis du slogan : « Tous les homosexuels sont-ils bons ?... Corrompre nos enfants n'est pas un "droit humain". ».
Tout cela n'empêche pas Anita Bryant de se plaindre du portrait « haineux » que dressent, selon elle, les médias de son mouvement. En réponse aux accusations, elle déclare que son combat est mu « non seulement par son amour des commandements et des paroles divines, mais aussi de l'amour pour ses enfants et ceux des autres […] et même de l'amour de tous les pécheurs, y compris les homosexuels ».

### Une campagne de niveau national
Bien que Miami ne soit pas la première ville à connaître une polémique déclenchée par une ordonnance en faveur des droits LGBT, la campagne menée par Save Our Children gagne rapidement en notoriété à l'échelle des États-Unis. Comme le fait remarquer Bob Green dans une interview, sa femme est, en effet, la première célébrité à s'être positionnée publiquement contre l'homosexualité. Les militants LGBT le reconnaissent d'ailleurs volontiers en disant que les autres métropoles n'ont pas eu de personnalité majeure qui ait accepté de s'exposer pour mener une « chasse aux sorcières » contre eux. Pour ces activistes, le public a ainsi perdu de vue les enjeux du débat, désormais occulté par la célébrité d'Anita Bryant.

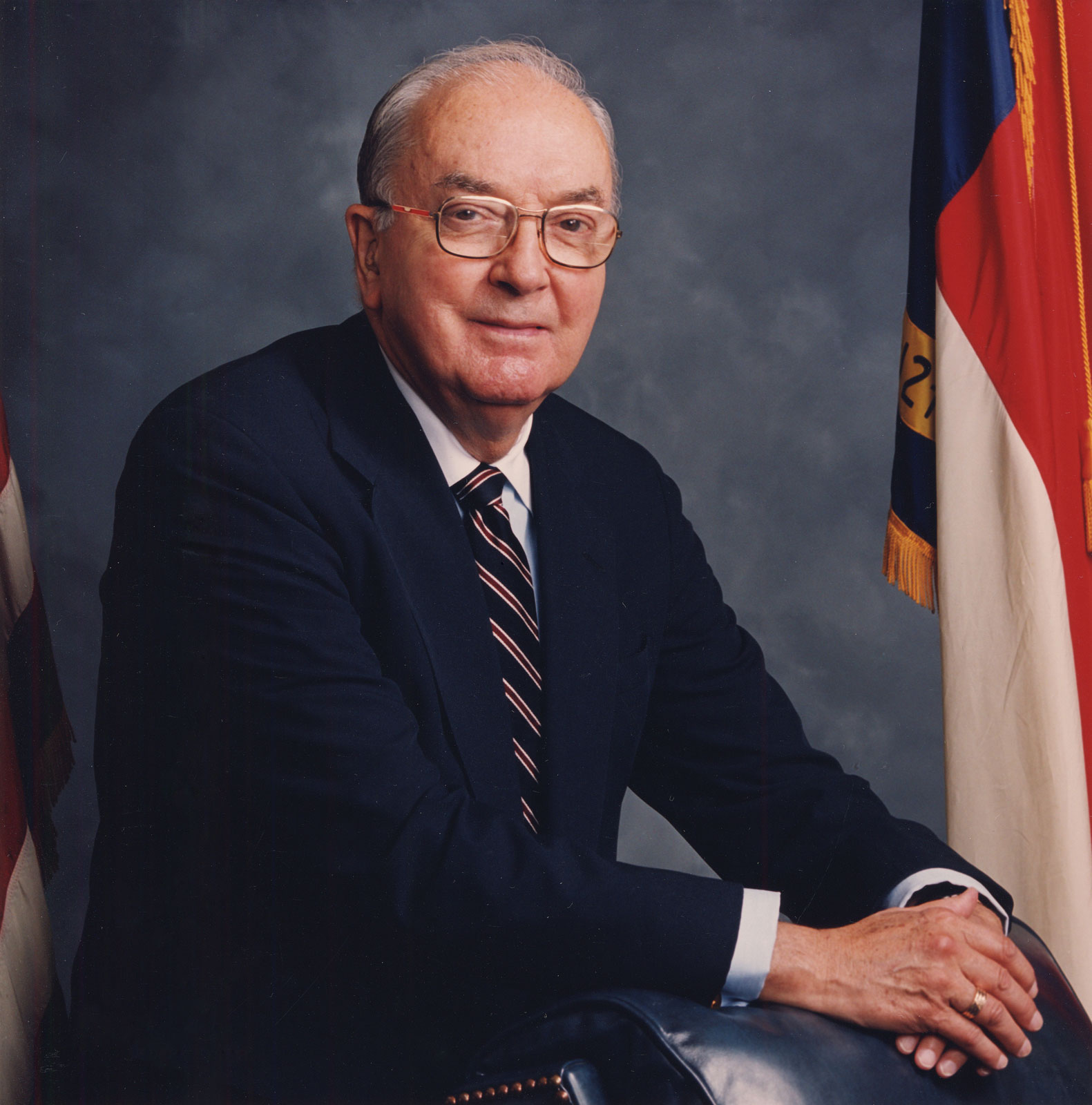
Le sénateur républicain de Caroline du Nord Jesse Helms offre son aide à Save Our Children.

La chanteuse bénéficie d'une large couverture médiatique à travers le pays. Elle apparaît dans plusieurs émissions de télévision et de radio d'inspiration chrétienne comme The 700 Club (de Pat Robertson) ou le PTL Club (de Jim et Tammy Faye Bakker), ce qui lui permet de récolter 25 000 dollars de dons et d'apparaître comme la porte-parole des valeurs chrétiennes traditionnelles. Elle passe également dans des programmes plus généralistes, comme Good Morning America ou The Phil Donahue Show. La presse aussi s'intéresse à sa campagne et The New York Times, Associated Press et The Washington Post couvrent ses actions semaines après semaines.[réf. nécessaire]

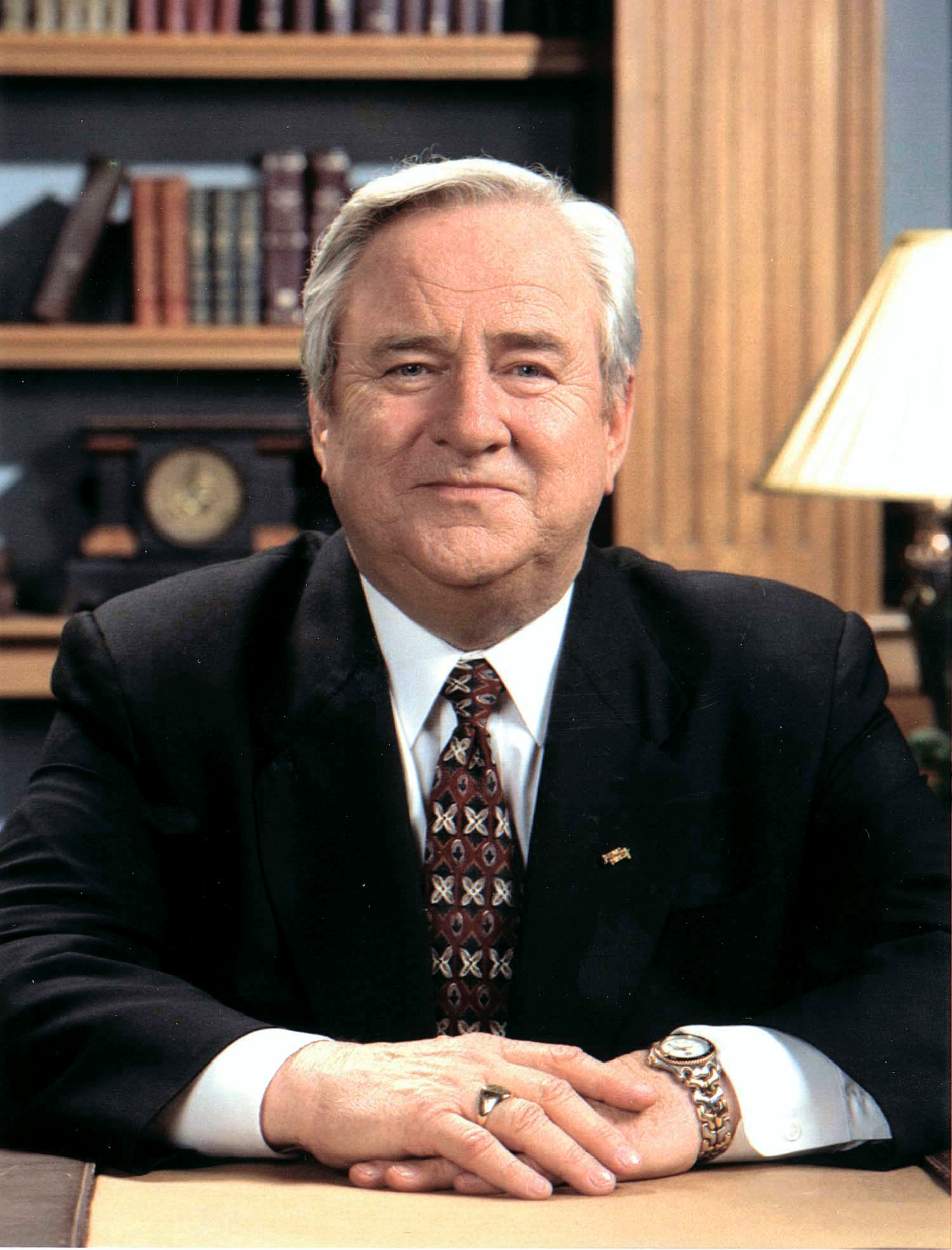
Le pasteur baptiste Jerry Falwell soutient Anita Bryant dans son combat.

Dans ces conditions, Save Our Children parvient à obtenir le soutien de nombreuses personnalités étrangères au comté de Dade. Le sénateur de Caroline du Nord Jesse Helms offre ainsi à Anita Bryant les services de son équipe et des crédits provenant du Congressional Club. Le pasteur baptiste fondamentaliste Jerry Falwell, de Lynchburg, en Virginie, affiche également son appui à Anita Bryant. Fort de ces soutiens, Bob Green déclare publiquement, deux mois avant le référendum contre l'ordonnance, que son épouse a fait le vœu de poursuivre son combat dans toutes les villes américaines qui protègent les homosexuels des discriminations. Considérant que la communauté LGBT mène « une attaque déguisée contre Dieu », il ajoute qu'Anita Bryant est sur le point de lancer une « croisade » telle que le pays n'en a encore jamais connue.
Pourtant, la chanteuse est loin de rencontrer toujours un franc succès. Face à un public laïque, elle peine ainsi à trouver des arguments convaincants. Lors d'un débat avec Bob Kunst et Ruth Shack, elle se montre incapable de faire autre chose que citer la Bible et se met à prier lorsqu'on lui demande de fournir des statistiques sur les agressions sexuelles sur mineurs causées par des homosexuels. Lors d'une autre apparition, elle se met à chanter The Battle Hymn of the Republic pour gagner du temps après s'être contentée de lire un discours. À une autre occasion, elle fait publiquement le lien entre la sécheresse que traverse la Californie et la tolérance dont fait montre cet État vis-à-vis des homosexuels. Elle suggère en outre que la législation concernant l'adultère, le concubinage et le respect de la morale devrait être renforcée. Mike Thompson et Robert Brake prenennt alors la décision de restreindre ses apparitions aux shows religieux,.

### Critiques

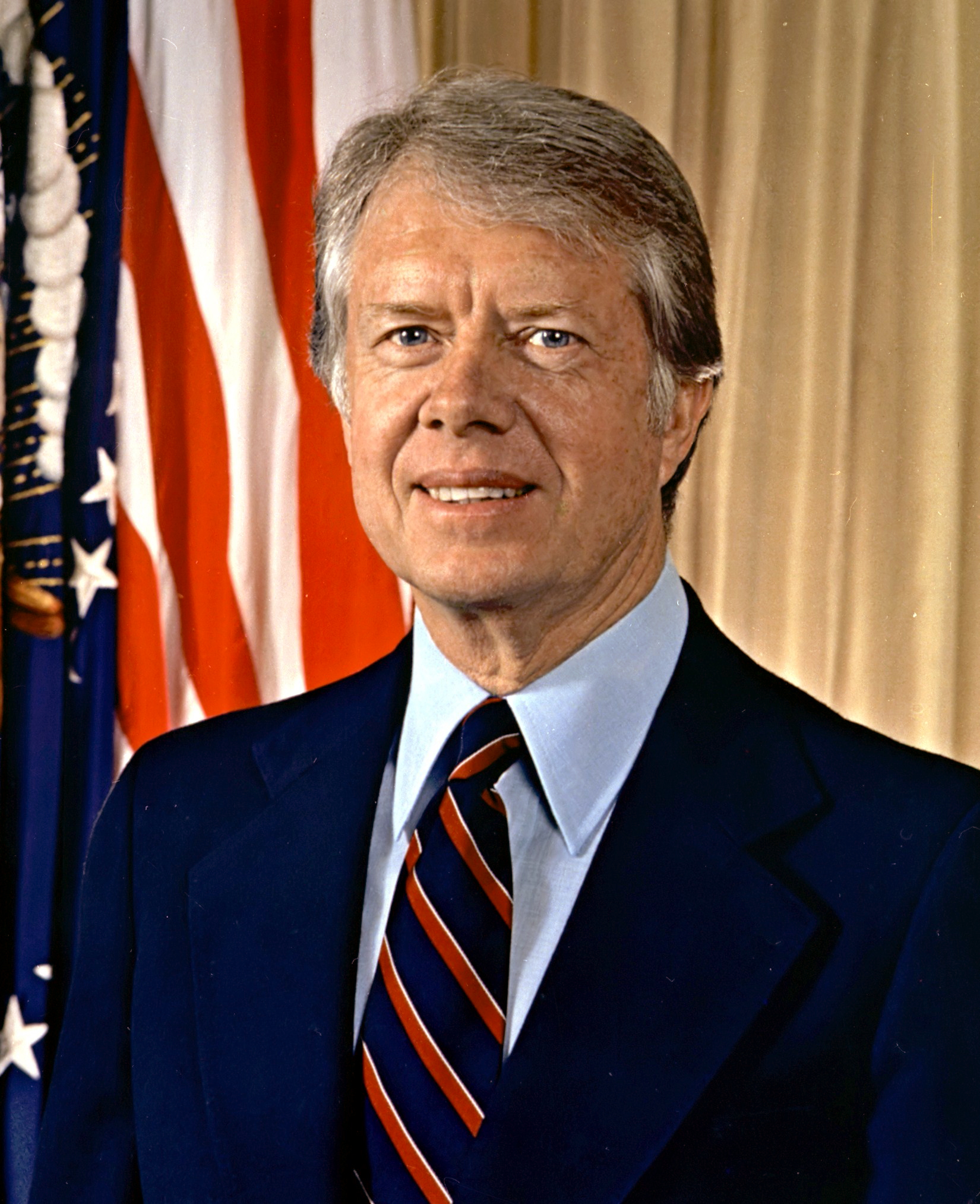
Le président américain Jimmy Carter soutient l'ordonnance 77-4.

Save Our Children s'attire également l'opposition de nombreuses personnalités. Le maire de Washington Marion Barry, le maire de Los Angeles Tom Bradley et le président américain et diacre baptiste Jimmy Carter s'expriment ainsi publiquement en faveur de l'ordonnance 77-4. Le député californien Willie Brown et le shérif de San Francisco Richard Hongisto se rendent quant à eux à Miami pour plaider la cause de l'ordonnance auprès de la communauté afro-américaine. Enfin, cinquante-et-un députés, ministres et défenseurs des droits civiques néerlandais publient, dans The Miami Herald, une pleine page intitulée « Nous, habitants du pays d'Anne Frank, savons jusqu'où les préjugés et les discriminations peuvent mener ». Ils y demandent aux électeurs du comté de Dade de soutenir l'ordonnance pour protéger les droits des homosexuels.

### Une communauté homosexuelle divisée
Face à Save Our Children, les partisans de l'ordonnance 77-4 se montrent beaucoup plus divisés, tant à l'échelle nationale que locale. Marquées par la seconde vague du féminisme, de nombreuses lesbiennes américaines peinent à considérer les gays comme leurs alter ego. Or, les attaques homophobes sont presque toutes dirigées contre les hommes et les lesbiennes se sentent d'abord peu concernées par la campagne, d'autant que certains gays n'hésitent pas à faire preuve de misogynie dans leur combat contre Anita Bryant. Au fil des semaines, cependant, la violence de la campagne menée par Save Our Children finit par réunir, pour la première fois, gays et lesbiennes sous une même bannière.
Peu habituée au débat politique et encore largement « dans le placard », la communauté homosexuelle de Miami fait appel à deux hommes politiques gays pour la conseiller : Ethan Geto, de New York, et Jim Foster, de San Francisco. Cependant, ces derniers doivent rapidement faire face aux divisions de ceux qui leur ont demandé leur aide. Ainsi, lorsque des militants d'autres États lancent un boycott contre le jus d'orange de Floride, l'homme d'affaires Jack Campbell s'y oppose, par crainte que les conséquences économiques se retournent contre la communauté gay et lesbienne locale. À l'inverse, Bob Kunst soutient activement le boycott. Connu pour son rôle d'attaché de presse de l'équipe de football locale, ce dernier ne manque aucune occasion d'associer le combat en faveur de l'ordonnance à celui de la libération sexuelle,. De son côté, Ruth Shack cherche simplement à positionner la campagne sur le terrain des droits civiques[réf. nécessaire].

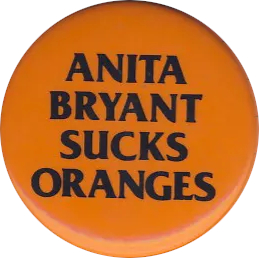
Badge arborant un slogan humoristique opposé à Anita Bryant.

Jim Foster et Ethan Geto se montrent déterminés à mener une campagne honnête et à ne pas descendre sur le même terrain que Save Our Children pour arriver à leurs fins. Ils refusent ainsi de produire un spot montrant Anita Bryant dans une tenue osée qu'elle portait sur scène en 1971. Ils s'opposent également à la diffusion d'une publicité expliquant que les violeurs d'enfants sont majoritairement hétérosexuels. Ils rencontrent pourtant des difficultés à faire passer leurs idées auprès des journaux. Ces derniers refusent ainsi de publier des publicités dirigées à la communauté juive et faisant le rapprochement entre le discours de haine d'Anita Bryant et la rhétorique antisémite des nazis. Il faut dire que, dans les années 1970, les médias se montrent hésitants à aborder le thème de l'homosexualité. De plus, l'homophobie reste encore courante dans le milieu du journalisme.
Le combat des homosexuels en faveur de l'ordonnance 77-4 passe donc largement par la presse communautaire. Le magazine The Advocate couvre ainsi l'ensemble des événements se déroulant en Floride dans chacun de ses numéros à partir d'avril 1977. Dirigé par David Goodstein, un ami de Jim Foster avec qui il a fondé le premier club démocrate gay du pays (l’Alice B. Toklas Memorial Democratic Club), le magazine avertit ses lecteurs que le combat contre les droits des homosexuels ne s'arrêtera pas en Floride si Save Our Children gagne la bataille de Miami. The Advocate accuse par ailleurs Anita Bryant d'utiliser la campagne pour favoriser sa carrière ou pour faire des gays le « bouc-émissaire de l'Amérique ». D'autres titres LGBT, comme les journaux bostonien Gay Community News et san-franciscain Bay Area Reporter tiennent un discours similaire,.
À mesure que la campagne en faveur de l'ordonnance 77-4 gagne en notoriété dans la communauté LGBT, de nombreux produits dérivés sont mis en circulation pour dénoncer Anita Bryant et son organisation homophobe. Des t-shirts et des badges proclamant « Anita Bryant Sucks Oranges » ou « Squeeze a fruit for Anita » sont ainsi mis en vente pour subventionner le travail des militants,. Finalement, la communauté LGBT parvient à dégager pas moins de 55 000 dollars de dons en dehors de Floride[réf. nécessaire].

### Réaction populaire
La campagne menée par Save Our Children rencontre un succès inégal auprès des communautés composant la population du comté de Dade. La population gay et lesbienne de Miami étant encore largement « dans le placard », de nombreux électeurs pourtant insensibles au discours d'Anita Bryant ne perçoivent pas les discriminations dont sont victimes les homosexuels et considèrent donc l'ordonnance 77-4 comme inutile. De fait, contrairement aux autres minorités, gays et lesbiennes n'éprouvent pas de difficulté à trouver un emploi et ils ne risquent réellement le renvoi qu'en vivant ouvertement leur sexualité. Dans ces conditions, peu d'hétérosexuels se positionnent en faveur de l'ordonnance dans le référendum qui se prépare.

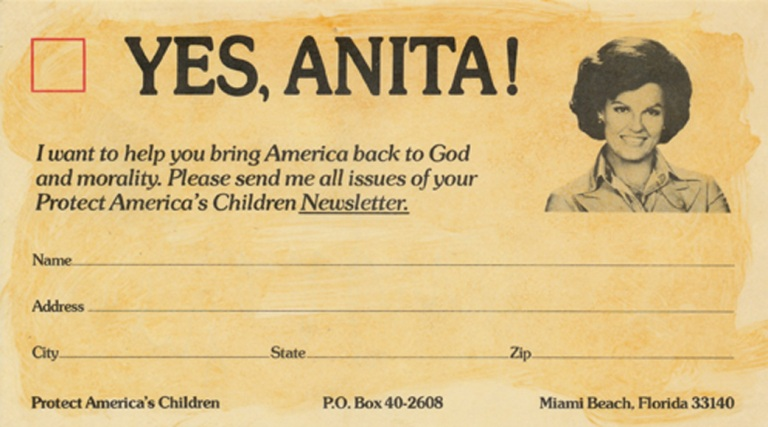
Bulletin de don à l'attention de Save Our Children.

La campagne de Save Our Children mobilise fortement la communauté cubaine de Miami, dont des milliers de membres s'inscrivent pour la première fois sur les listes électorales dans le but d'apporter leur vote contre l'ordonnance. Anita Bryant courtise d'ailleurs fortement la minorité, à qui elle déclare, lors d'un meeting : « Vous êtes venus ici pour vous éloigner d'un péché... et ça me brise le cœur de penser que si Miami devient une autre Sodome et Gomorrhe, vous devrez peut-être partir d'ici aussi ». L'Église catholique soutient quant à elle activement Save Our Children et l'archevêque de Miami publie une lettre contre l'ordonnance qui est lue en chaire dans toutes les paroisses du comté. Le combat contre les droits des gays et des lesbiennes mobilise ainsi surtout la vieille génération des immigrés cubains, inquiète de voir ses enfants se perdre dans la dépravation de Miami.
La réaction de la communauté afro-américaine face à Save Our Children se révèle beaucoup moins unanime. The Miami Times, un journal noir très respecté, qualifie de « merde » la tactique d'Anita Bryant. Il incite par ailleurs ses lecteurs à s'opposer à toute loi qui viserait à discriminer un groupe. Cependant, la communauté noire réagit avec autant de colère lors d'une rencontre avec Anita Bryant que lors d'une autre avec Bob Kunst et des pasteurs de l'Église communautaire métropolitaine.
Finalement, la communauté juive de Miami se montre plutôt favorable au discours de Save Our Children. Vingt-huit des trente-quatre rabbins officiant dans le comté offrent ainsi leur soutien à la campagne d'Anita Bryant et le président du B'nai B'rith de Miami Beach devient même l'un des dirigeants de la coalition Save Our Children.

### La victoire deSave Our Children

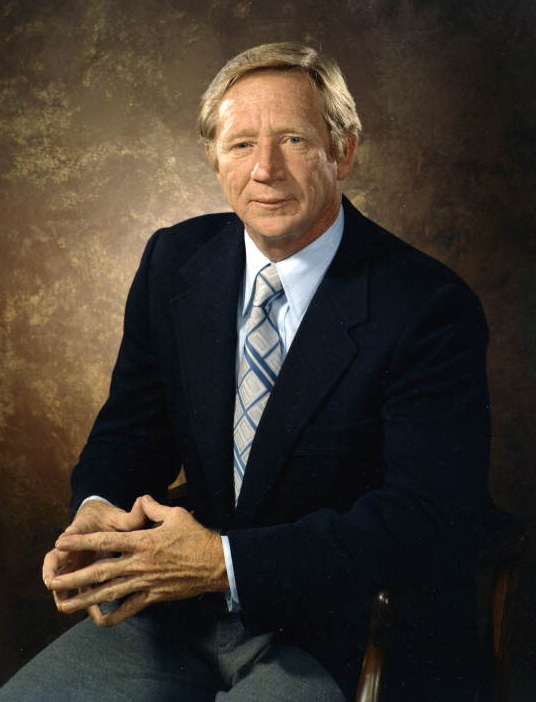
Le sénateur floridien Dempsey J. Barron s'oppose à l’Equal Rights Amendment car il pourrait donner des droits aux homosexuels.

Avant même la tenue du référendum local, une première victoire est obtenue par les partisans de Save Our Children le 13 avril 1977. À la surprise générale, le parlement floridien refuse alors d'approuver l’Equal Rights Amendment (ERA), un amendement visant à inscrire l'égalité des droits entre hommes et femmes dans la constitution de l'État. Pour les opposants à ce texte, comme le sénateur démocrate Dempsey Barron, l'ERA aurait en effet eu pour conséquence de légaliser le mariage entre partenaires de même sexe, d'imposer la mise en place de toilettes publiques unisexes et d'affaiblir les lois protégeant la famille. En réaction, la militante féministe Betty Friedan, dont l'organisation était à l'origine du projet d'amendement, exprime publiquement son mépris pour Save Our Children, qu'elle rend responsable de cet échec à cause de l'« hystérie anti-gay » que la coalition a déclenchée.
Dans ces conditions, le référendum contre l'ordonnance 77-4 aboutit à une victoire éclatante de Save Our Children, le 7 juin 1977. Avec plus de 70 % des voix en leur faveur, Anita Bryant et ses partisans obtiennent ainsi la plus large victoire électorale de l'histoire du comté de Dade. À l'annonce des résultats, la chanteuse danse une gigue devant les journalistes, avant de leur déclarer : « Toute l'Amérique et le monde entier entendront ce que les gens [d'ici] ont dit, et avec l'aide continuelle de Dieu, nous gagnerons notre combat pour empêcher que des lois similaires mises en place à travers la nation parviennent à légitimer un style de vie à la fois pervers et dangereux ».
De son côté, Jean O'Leary, le co-directeur de la National Gay and Lesbian Task Force, déclare, après la tenue du référendum, que le résultat du vote constitue « la preuve […] de l'étendue et de la virulence des préjugés contre les lesbiennes et les gays » dans la société américaine.

## Conséquences des événements de Miami

### Montée des violences homophobes

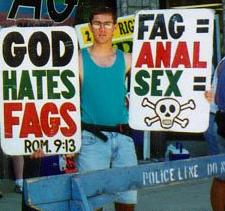
L'homophobie s'exprime plus ouvertement après la victoire électorale de Save Our Children (ici, en 2005).

Deux semaines après la victoire de Save Our Children, un jardinier municipal de San Francisco nommé Robert Hillsborough est battu à mort par quatre hommes qui le traitent de « pédé » (« faggot ») en le frappant à quinze reprises au visage et à la poitrine avec des couteaux. Ce meurtre déclenche une vive émotion dans la ville et une manifestation réunissant 200 000 personnes est organisée pour dénoncer le crime de haine. De son côté, le maire de San Francisco George Moscone accuse la rhétorique d'Anita Bryant d'être responsable de l'assassinat tandis que la mère de la victime réclame cinq millions de dollars de dommages à la chanteuse parce que l'un des tueurs aurait crié, en frappant le jeune homme de 33 ans : « en voilà un pour Anita ! ». Mme Hillsborough explique alors : « Je n'ai pas beaucoup pensé à la campagne d'Anita Bryant, au début. Mais maintenant qu'a eu lieu le meurtre de mon fils, je pense beaucoup à la campagne de Bryant. Toute personne souhaitant mener ce type de combat doit être malade. Elle a le sang de mon fils sur les mains ». Cependant, Anita Bryant, Bob Green, Mike Thompson et leur organisation sont libérés de toute charge en novembre 1977.
À Miami, une autre affaire touche un activiste cubano-américain du nom de Manolo Gomez. Il est licencié de son travail à cause de son homosexualité, sa voiture explose et il est violemment battu. Ayant survécu à cette attaque, il choisit finalement de fuir la métropole floridienne.
Outre ces deux agressions, plusieurs suicides sont rattachés à la campagne anti-homosexuels menée par Save Our Children. Parmi ceux-ci, on peut citer le cas d'un jeune militant gay floridien d'origine cubaine nommé Ovidio « Herbie » Ramos. Lors des débats précédant le référendum local, celui-ci participe à un show radiophonique durant lequel il est durement affecté par des propos d'auditeurs demandant que les homosexuels soient déportés, emprisonnés dans des camps de concentration ou exécutés. Incapable de supporter tant de haine, le jeune homme se tire une balle dans la tête quelques jours après, non sans avoir déclaré à l'un de ses amis : « je ne savais pas qu'ils nous haïssaient autant ». À La Nouvelle-Orléans aussi, plusieurs cas de suicide sont signalés dans la communauté homosexuelle et les activistes gays cherchent à les utiliser pour empêcher une représentation d'Anita Bryant en compagnie de l'orchestre municipal.
De son côté, la chanteuse réagit simplement à ces violences en déclarant : « Cela me rend triste et me choque que quelqu'un puisse penser que j'ai quelque chose à voir avec tout ça, mais ma conscience est tranquille. Je ne peux pas être tenue pour responsable pour la façon dont les gens réagissent à ce qui s'est passé dans le comté de Dade. Mon combat n'a pas été motivé par l'homophobie mais par mon amour ».

### Développement du militantisme gay

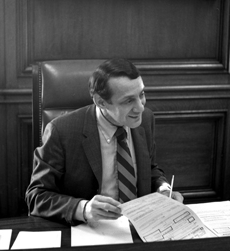
Le militant Harvey Milk prend la tête de la communauté LGBT de San Francisco après la victoire de Save Our Children.

Le jour même de l'annonce des résultats du référendum local, à deux heures du matin, une centaine d'homosexuels réveille, en scandant son nom, la militante new-yorkaise Bella Abzug, auteure de la première proposition de loi en faveur des droits civiques des LGBT devant le Congrès en 1974. Face à cette foule, la jeune femme se veut rassurante, déclarant que la victoire de Save Our Children permettrait au militantisme gay de se développer et d'arriver à maturité. Au même moment, environ 3 000 gays et lesbiennes se réunissent spontanément dans le quartier gay de San Francisco pour protester contre la décision du comté de Dade. La foule défile dans Le Castro en clamant « Nous sommes vos enfants ! » et en faisant sortir les clients des bars gays pour les inciter à manifester. Soucieux que la marche ne débouche pas sur des violences, le militant homosexuel Harvey Milk prend la tête des manifestants durant cinq kilomètres. Il s'adresse ensuite à la foule en lui disant : « Voilà le pouvoir de la communauté gay. Anita va créer une force gay nationale ». Le lendemain du vote, les dirigeants de la National Gay and Lesbian Task Force Jean O'Leary et Bruce Voeller tiennent un discours similaire lorsqu'ils expliquent qu'Anita Bryant est en train de faire « une énorme faveur » à la communauté gay en focalisant l'attention des médias sur les discriminations dont ils sont victimes.
Les Gay Prides qui suivent le référendum local voient la participation d'un plus grand nombre de manifestants que les années antérieures. La San Francisco Gay Freedom Day Parade de 1977 attire ainsi 250 000 personnes, ce qui fait d'elle le plus grand rassemblement homosexuel de l'époque. Durant le défilé, des portraits de Joseph Staline, d'Adolf Hitler, d'Idi Amin Dada et d'Anita Bryant sont brandis par les manifestants qui entendent ainsi dénoncer l'intolérance et les persécutions dont sont victimes les homosexuels. À New York, les participants à la marche choisissent pour slogan « pas d'autres Miami ». Des milliers de participants se rendent aux événements organisés à Seattle, Boston, Cleveland et Atlanta. Enfin, la ville de Kansas City (dans le Missouri) accueille sa première manifestation, qui réunit une trentaine de personnes.
En Australie, le plus grand journal homosexuel du pays utilise le résultat du référendum organisé dans le comté de Dade pour alerter la communauté LGBT locale des dangers qui la menacent. Aux Pays-Bas, plus de 300 personnes se réunissent devant l'ambassade des États-Unis pour dénoncer l'incapacité du gouvernement américain à protéger les libertés individuelles de leurs citoyens. En Espagne, 4 000 manifestants venus protester contre les événements de Miami sont finalement dispersés par la police à coup de tirs à balles en caoutchouc. Enfin, des manifestations similaires sont également organisées au Royaume-Uni et en France. À Paris, une marche est ainsi organisée le 25 juin 1977 à l'appel du Mouvement de libération des femmes et du Groupe de libération homosexuelle.

### Dégradation de l'image d'Anita Bryant

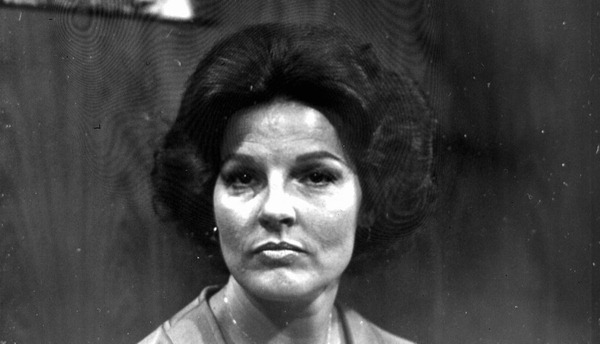
Anita Bryant et les sociétés qu'elle représente subissent le boycott économique de la communauté LGBT.

En juillet 1977, une organisation non gouvernementale nommée Save the Children porte plainte contre la coalition présidée par Anita Bryant. Ayant déjà perdu des dons à cause des similitudes entre son nom et celui du mouvement homophobe, cette ONG désire ainsi interdire à sa quasi homonyme de faire usage de l’appellation Save Our Children et empêcher, par la même occasion, Anita Bryant de publier un livre portant ce titre. La coalition est alors contrainte de changer de nom : elle est renommée Protect America’s Children (« Protégez les enfants d'Amérique »).
Ce n'est pas là la seule conséquence de la campagne. En 1977, la chanteuse ne travaille qu'à deux reprises et elle perd la plupart de ses représentations rémunérées après cela. Ayant tout juste terminé un album nommé There's Nothing Like the Love Between a Man and a Woman (« Il n'y a rien comme l'amour d'un homme et d'une femme »), elle doit faire face au refus des maisons de disque de le distribuer. Les machines à coudre Singer mettent un terme à des négociations qu'elles avaient entreprises avec la chanteuse pour une émission de variétés à la télévision. Surtout, après dix ans à la tête de l’Orange Bowl Parade, Anita Bryant est remplacée par Rita Moreno, une actrice plus âgée ayant récemment joué dans un film à thématique homosexuelle appelé The Ritz. En réponse, Anita Bryant et Bob Green organisent une conférence de presse durant laquelle ils clament que la chanteuse a été mise sur liste noire et qu'une conspiration est organisée par le lobby homosexuel pour la priver de ses ressources. Cependant, Time magazine répond à ces déclarations qu'elles sont « peu probables » tandis que radios et télévisions nient toute pression pouvant expliquer leurs décisions. Certains journaux soutiennent toutefois la chanteuse en condamnant les pressions des organisations LGBT. Surtout, trois grands titres de presse (The New York Times, The Washington Post et The Miami Herald) soutiennent officiellement la liberté d'expression d'Anita Bryant. Des années plus tard, la chanteuse reconnaît toutefois que certaines de ses déclarations relatives à des annulations de représentations étaient exagérées mais que sa stratégie l'a de toute façon desservie puisque de plus en plus de compagnies ont annulé leurs contrats avec elles.

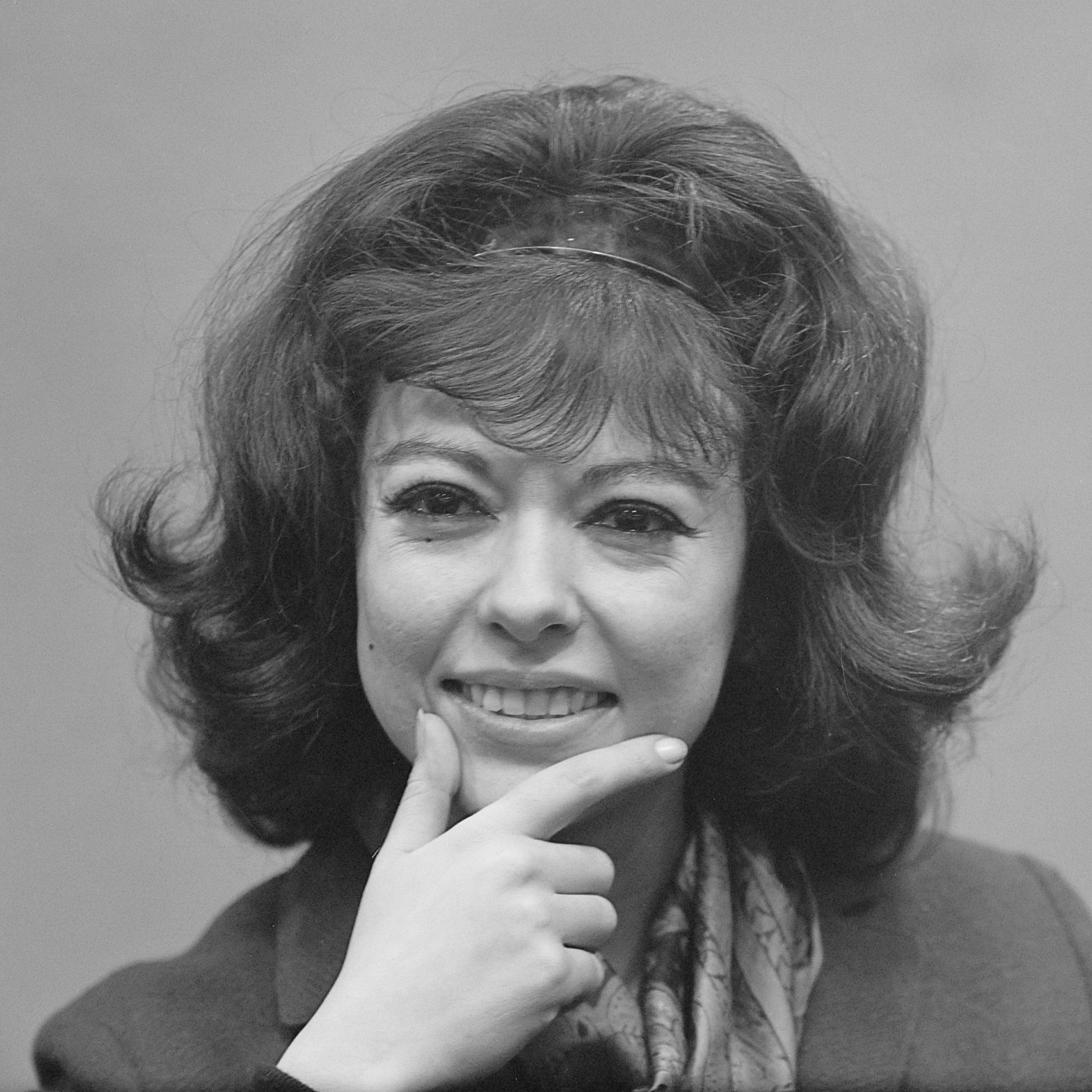
L'actrice Rita Moreno prend la tête de l’Orange Bowl Parade après la disgrâce d'Anita Bryant.

Dans le domaine publicitaire aussi, Anita Bryant subit l'abandon des sociétés avec lesquelles elle travaillait depuis plusieurs années. Certes, le syndicat des producteurs d'agrumes de Floride réaffirme, dans un premier temps, son soutien à la chanteuse, dont il loue le « courageux leadership dans le domaine moral ». Cependant, l'organisation prend peur lorsqu'elle commence à recevoir des centaines de milliers de lettres en provenance des détracteurs et des partisans d'Anita Bryant. Le syndicat est d'ailleurs tellement associé à la campagne anti-homosexuels que la Poste américaine finit par passer au détecteur de bombe le courrier qui lui est adressé. Dans ces conditions, un directeur de la publicité du syndicat finit par déclarer, à un reporter de l’Associated Press : « toute cette histoire avec Anita provoque un vrai bordel. Quoi que nous décidions, nous perdrons. Je souhaiterais seulement qu'elle démissionne ». La Florida Citrus Commission maintient finalement son contrat annuel de 100 000 dollars avec la chanteuse jusqu'en 1979 mais refuse de le renouveler par la suite.
À la télévision, Anita Bryant devient progressivement la cible des humoristes et même son ancien collègue Bob Hope n’économise pas les blagues à son encontre,. C'est cependant dans la rue que la chanteuse rencontre la plus vive opposition. Partout où elle se rend après le référendum local, elle doit faire face à des manifestations bruyantes. À Norfolk, en Virginie, une foule homosexuelle interrompt si violemment une de ses représentations qu'elle se met à pleurer. À Huntington, en revanche, c'est le Ku Klux Klan qui se présente à son concert pour la protéger, et la publicité n'en est guère meilleure. À Toronto, au Canada, la participation d'Anita Bryant à un show religieux déclenche la plus grande manifestation homosexuelle de l'histoire du pays. De la même façon, à Houston, la chanteuse parvient à réunir contre elle au moins 2 000 homosexuels dans une ville sans aucun tissu communautaire LGBT, faisant dire à l'un des organisateurs de la manifestation, qui n'avait jamais vu autant de gays dans un même endroit : « si Dieu, dans son infinie sagesse, n'avait pas créé Anita Bryant, il aurait fallu l'inventer ». Plus grave encore pour la chanteuse, ses apparitions attirent de moins en moins le public. Même en se limitant à des audiences chrétiennes, elle ne parvient plus à réunir que la moitié des spectateurs qui venaient la voir avant la campagne.

## Propagation du mouvement contre les droits des homosexuels
Dans les semaines qui suivent le référendum organisé dans le comté de Dade, les villes de Fort Lauderdale, Gainesville, Palm Beach et Austin rejettent toutes des projets d'ordonnance destinés à interdire les discriminations basées sur l'orientation sexuelle. Le département du Logement et du Développement urbain des États-Unis revient quant à lui sur sa décision d'ouvrir aux couples concubins et aux partenaires de même sexe l'aide financière fédérale au logement. Plusieurs cas de licenciements d'homosexuels sont par ailleurs signalés dans la fonction publique en Floride. Newsweek évoque ainsi le renvoi d'une employée ayant travaillé durant 15 ans pour l'administration de son comté. Un conseiller ouvertement gay de la future sénatrice floridienne Paula Hawkins est également licencié.
Pourtant, dans d'autres régions plus libérales (comme Aspen, Champaign-Urbana, Iowa City, Wichita ou Eugene), des militants continuent à travailler à la mise en place d'ordonnances en faveur des droits LGBT[réf. nécessaire].

### Au Minnesota et à Minneapolis-Saint-Paul
Trois semaines seulement avant le référendum organisé dans le comté de Dade, une proposition de loi visant à protéger les homosexuels de toute discrimination à l'embauche, au logement et aux services publics est rejetée dans le Minnesota. Cet échec est largement dû au travail de sape de l'archevêché de Saint-Paul et Minneapolis et il prend les militants LGBT par surprise. De fait, les villes jumelles abritent une communauté homosexuelle beaucoup plus active et organisée que celle de Miami. Surtout, leurs administrations ont toutes deux approuvé des ordonnances locales protégeant les homosexuels trois ans auparavant. Abasourdi, le sénateur du Minnesota Allan Spear, premier homme politique ouvertement homosexuel à avoir été élu aux États-Unis, qualifie ainsi, à la chambre, l'événement de « victoire des bigots » avant de gagner son bureau pour fondre en larmes.

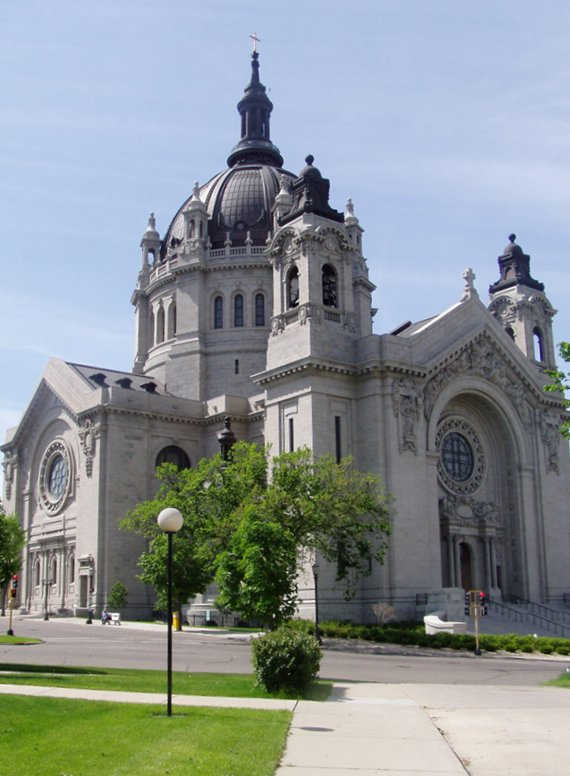
L'archevêché de Saint-Paul et Minneapolis conduit la lutte contre les droits des homosexuels dans le Minnesota.

Une semaine après le vote, un groupe de militants homosexuels appartenant à la Target City Coalition jette une tarte au chocolat au visage de l'archevêque John Roach alors qu'il est en train de recevoir le National Brotherhood Award de la part de la National Conference of Christians and Jews. En représailles, deux sénateurs du Minnesota invitent, quelques jours plus tard, Anita Bryant à venir à Saint-Paul pour y renverser l'ordonnance municipale en faveur des homosexuels. Les deux élus annoncent par ailleurs la création d'une branche locale de la coalition Save Our Children. Cependant, cette initiative n'effraie d'abord pas les gays de la région qui invitent même la communauté LGBT de Miami à déménager dans les villes jumelles.
En octobre 1977, Anita Bryant et son époux participent à une conférence de presse à Des Moines, dans l'Iowa, lorsque Thom Higgins, un militant affilié à la Target City Coalition, passe devant les caméras et entarte la chanteuse avec un gâteau à la fraise et à la rhubarbe. Anita Bryant est choquée par l'agression mais se met immédiatement à prier pour le militant, main dans la main avec Bob Green. Avant d'être secouée par les sanglots, elle parvient tout de même à faire un trait d'humour en déclarant : « Au moins, c'était une tarte aux fruits » (fruit signifiant également « pédé » en anglais). Des images de l'attentat pâtissier apparaissent, le lendemain, dans un grand nombre de journaux et le visage d'Anita Bryant recouvert de tarte fait même la Une du New York Times,.
En décembre 1977, un pasteur baptiste du nom de Richard Angwin lance, à Saint-Paul, une pétition demandant la tenue d'un référendum local contre l'ordonnance protégeant les homosexuels dans sa ville. Il déclare alors : « Je ne veux pas vivre dans une communauté qui respecte les homosexuels ». Malgré le froid très vif, ses partisans parviennent à collecter plus de 7 000 signatures en faveur du vote. Durant sa campagne, Angwin utilise la même stratégie que Save Our Children à Miami. Il obtient le soutien actif d'Anita Bryant, de Bob Green et de leur pasteur mais aussi d'autres personnalités comme Jerry Falwell, qui effectue un meeting à Saint-Paul. À cette occasion, Angwin déclare : « L'homosexualité est un acte meurtrier, horrible et déviant. C'est un péché et une luxure puissante et addictive »,.
De leurs côtés, les militants LGBT de Saint-Paul font eux aussi appel aux activistes de Miami et Jack Campbell leur transmet sa liste de donateurs en même temps que quelques conseils stratégiques. Cependant, le combat des homosexuels du Minnesota est bientôt miné par les mêmes faiblesses que celles rencontrées par les militants floridiens : le peu de visibilité des homosexuels encore « dans le placard » et la forte division de la communauté LGBT. De fait, peu d'homosexuels originaires de Saint-Paul s'engagent publiquement pour l'ordonnance qui les protège et ce sont surtout des personnalités issues de Minneapolis qui mènent le combat contre les idées du révérend Angwin. Deux stratégies de lutte s'affrontent par ailleurs au sein des militants. D'un côté, un groupe nommé St. Paul Citizens for Human Rights (SPCHR) décide de mener une campagne modérée, sur le même modèle que le combat pour les droits civiques. De l'autre, la Target City Coalition se montre plus radicale et inscrit son combat dans le cadre de la libération sexuelle, ce qui lui vaut davantage de couverture de la part des médias. Cette différence de vue fait rapidement le jeu de Richard Angwin, qui utilise les contradictions de ses interlocuteurs pour faire avancer ses idées. Lors d'un débat télévisé, celui-ci utilise par exemple une publicité émise par The Target City Coalition offrant aux adolescents gays « un massage de la prostate gratuit » pour casser l'argumentation d'Allan Spear, des St. Paul Citizens for Human Rights et des pasteurs progressistes.
Dans ces conditions, le référendum local organisé à Saint-Paul le 25 avril 1978 réunit une foule de participants plus importante qu'à l'accoutumée et aboutit à une victoire éclatante des opposants aux droits LGBT, qui obtiennent pas moins de deux votes sur trois.

### À Eugene, avecVolunteer Organization Involved in Community Enactments(VOICE)

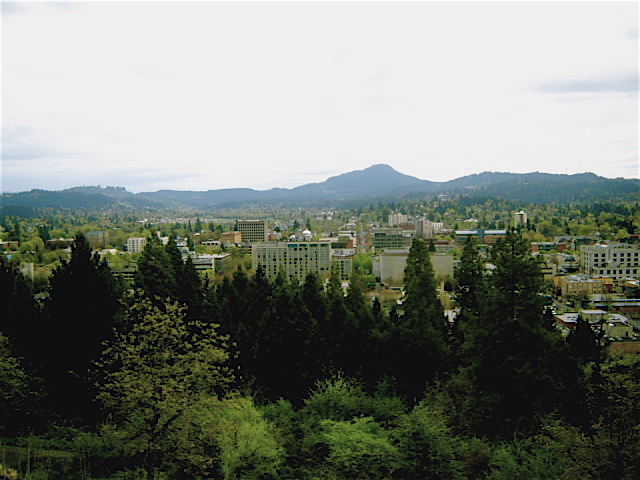
La très libérale ville d'Eugene abolit son ordonnance protégeant les homosexuels contre les discriminations en 1978.

La ville d'Eugene, dans l'Oregon, voit elle aussi se constituer un mouvement d'opposition à une ordonnance anti-discrimination votée au moment de la campagne d'Anita Bryant à Miami. Cependant, le rejet des droits LGBT se manifeste ici d'une manière assez différente, du fait de la tradition libérale de la cité. Lynne Greene, la mère de famille qui prend la tête de l'opposition locale, rejette en effet la rhétorique chrétienne de Save Our Children. Partant du postulat que l'homosexualité est un style de vie choisi, elle déclare que les homosexuels ne forment pas une véritable minorité et qu'il n'est donc pas légitime de leur offrir une protection particulière. Pour cette mère de famille, les gays et les lesbiennes sont en fait déjà assez protégés par la loi et l'ordonnance votée le 28 novembre 1977 risque seulement d'autoriser des dérives, comme le mariage homosexuel ou l'adoption homoparentale,. En dépit de cette rhétorique plus laïque, bon nombre des volontaires entourant Lynne Greene sont issus des églises conservatrices de la région et leur slogan rappelle celui d'autres villes : « Keep it straight. Our children come first » (« Gardez le clair. Nos enfants viennent d'abord »).
De leur côté aussi, les militants LGBT adoptent une stratégie un peu différente de celle des autres villes. Pour la première fois depuis les événements de Miami, la communauté lesbienne prend une part active dans la campagne en faveur de l'ordonnance anti-discrimination. En outre, les militants LGBT réussissent à mobiliser de nombreux nouveaux votants. Malgré tout, la consultation populaire organisée à Eugene le 23 mai 1978 aboutit au même résultat qu'à Miami et à Saint-Paul puisque environ deux électeurs sur trois apportent leur soutien au projet de Lynne Greene. Un sondage réalisé après la tenue du référendum montre en fait que les hétérosexuels libéraux n'ont pas daigné se déplacer pour le vote alors que les conservateurs s'y sont rendus massivement.

### À Wichita, avecConcerned Citizens for Community Standards(CCCS)

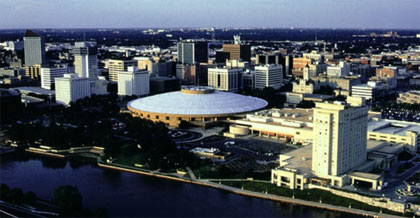
La ville de Wichita renonce elle aussi à son ordonnance protégeant les homosexuels en 1978.

La campagne menée à Wichita, dans le Kansas, par les opposants aux droits LGBT s'inscrit quant à elle dans la droite ligne de celle menée par Save Our Children, qui lui offre d'ailleurs un important soutien. Conduits par un pasteur nommé Ron Adrian, ces militants utilisent ainsi la même stratégie qu'à Miami. Ils s'appuient sur un réseau d'églises très combattives, sur une base électorale très bien organisée et sur des médias locaux ouverts à leurs idées. Ils publient, par exemple, une pleine page dans The Wichita Eagle faisant le lien entre homosexualité et abus sexuel sur mineur. Surtout, leur matériel de campagne se concentre sur la visibilité homosexuelle, expliquant qu'« il y a un vrai risque que des enseignants, des travailleurs sociaux ou des conseillers homosexuels puissent encourager les enfants dans la déviance sexuelle en rendant simplement public leur style de vie ». Ils parviennent ainsi à lever près de 50 000 dollars de dons.
En comparaison, la toute petite communauté LGBT locale, encore largement « dans le placard », ne parvient à réunir qu'une somme de 6 000 dollars et la National Gay Task Force se montre si pessimiste quant au résultat du référendum local qu'elle refuse tout soutien aux militants. La campagne qui se déroule à Wichita est en tout cas l'occasion pour Anita Bryant de refaire parler d'elle. Lors d'un meeting organisé dans la ville, la chanteuse déclare ainsi que si la loi donne des droits aux homosexuels, alors « les voleurs, les prostituées et les gens qui ont des relations avec des saint-bernard demanderont les mêmes droits ». Dans ces conditions, l'ordonnance locale protégeant les homosexuels est renversée par cinq voix contre une lors du référendum local organisé le 9 mai 1978.

### À Seattle, avecSave Our Moral Ethics(SOME)
Ville de tradition libérale, Seattle, dans l'État de Washington, a voté une ordonnance protégeant les homosexuels des discriminations dès 1973 et son maire, Wesley C. Uhlman, a décidé l'instauration d'une Gay Pride Week en juin 1977. Cette décision ne fait cependant pas l'unanimité et, lorsque l'agent de police David Estes est informé du projet du maire, il décide d'organiser la lutte contre les droits des homosexuels. Membre de l'Église de Jésus-Christ des saints des derniers jours, Estes considère en effet que les homosexuels souffrent de « troubles mentaux » et qu'il n'est pas sain de soutenir leurs déviances. Il lance donc l'« Initiative Thirteen » (« Initiative treize ») qui vise non seulement à renverser l'ordonnance protégeant les LGBT mais aussi à autoriser le licenciement ou l'expulsion d'un logement de toute personne accusée d'être homosexuelle[réf. nécessaire].

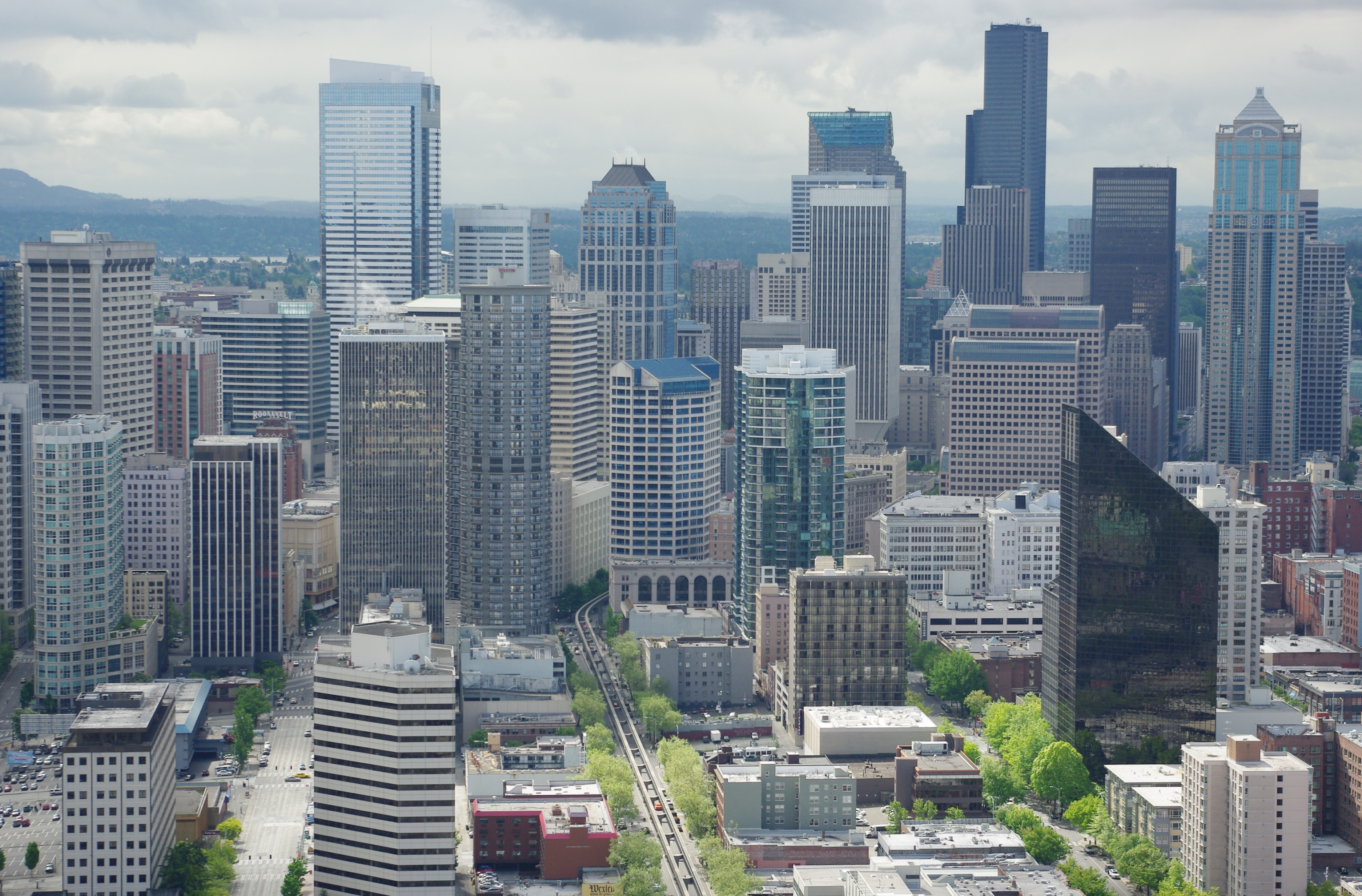
La ville de Seattle est la première à rejeter une initiative similaire à celle de Save Our Children (1978).

L'organisation de David Estes ne tarde pas à recevoir 3 000 dollars de dons de la part d'Anita Bryant et son pasteur se rend même à Seattle pour y conseiller le policier dans sa campagne. Cependant, Estes échoue à réunir autour de lui les églises conservatrices car beaucoup de chrétiens refusent de travailler sous l'autorité d'un mormon. En outre, le ton de la campagne menée par Estes est encore plus agressif que celui de Save Our Cildren : le matériel de campagne du policier clame ainsi que les homosexuels sont responsables de la moitié des affaires de meurtre et des suicides, ainsi que de la moitié des cas de syphilis. Mais l'élément qui joue le plus en défaveur du policier est le vent de colère que provoque le numéro 2 de son mouvement. Deux mois avant la tenue du référendum local, l'agent de police Dennis Falk tue en effet par balle un adolescent noir souffrant de retard mental. L'événement soulève la réprobation de la communauté afro-américaine, qui retourne sa haine contre l'« Initiative Thirteen ».
Côté LGBT, le ton de la campagne diffère fortement de celui des autres villes. Au lieu de focaliser le débat sur la nécessité de protéger les gays et les lesbiennes contre les discriminations, les militants préfèrent se positionner sur le terrain des droits civiques et du respect de la vie privée. Les affiches imprimées par les défenseurs des droits LGBT montrent ainsi un œil espionnant à travers le trou d'une serrure et une famille vivant dans un aquarium. Des personnalités libérales de premier plan, des syndicalistes et plusieurs organisations comme le conseil des Églises du Grand Seattle rejettent tous publiquement l'« Initiative Thirteen ». De son côté, David Estes n'obtient l'aide d'aucune célébrité comparable à Anita Bryant et sa campagne ne soulève pas le même enthousiasme que Save Our Children, dont il utilise pourtant la tactique. Lors du référendum, organisé le 7 novembre 1978, la proposition du policier est donc rejetée par 63 % des votants.

### En Californie avecCalifornia Defend Our Children(CDOC)

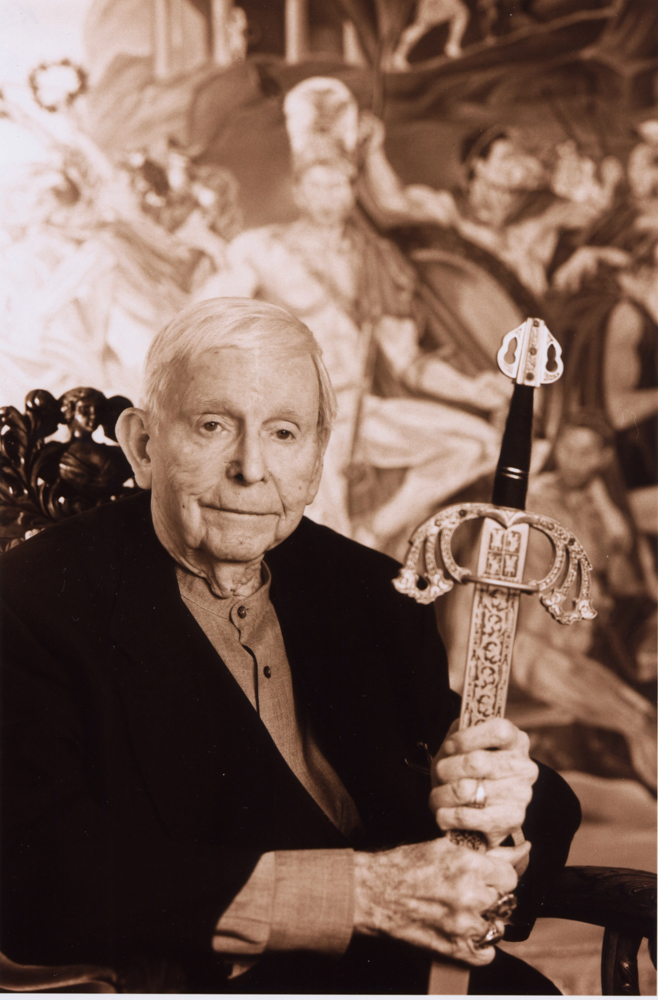
Le militant homosexuel Morris Kight parcourt la Californie pour protester contre l'« Initiative Briggs ».

La campagne menée par Save Our Children à Miami a une résonance particulière en Californie, où la communauté LGBT possède un poids plus important qu'ailleurs aux États-Unis. Un jour après la victoire d'Anita Bryant, le député san-franciscain Art Agnos renonce ainsi à présenter une proposition de loi en faveur des droits des homosexuels à l'Assemblée de l'État parce qu'il estime qu'elle n'a plus aucune chance d'aboutir.
De son côté, le sénateur John Briggs, qui se trouve aux côtés d'Anita Bryant au moment de son triomphe électoral, se montre grandement impressionné par les événements qui se déroulent en Floride. Désireux de devenir gouverneur, il pense utiliser la croisade anti-homosexuels pour se faire mieux connaître avant les élections de 1978. Ne pouvant pas s'opposer à une loi protégeant les homosexuels, il demande d'interdire à ceux-ci l'enseignement ainsi qu'une série d'autres professions. Son projet de loi, intitulé « proposition 6 » mais plus connu sous le nom d'« initiative Briggs », va même plus loin puisqu'il autorise le renvoi de n'importe quel membre du système éducatif qui apporterait son soutien aux droits LGBT, et même de toute personne qui voterait contre la « proposition 6 », quelle que soit son orientation sexuelle. Le sénateur californien désire ainsi « démettre les professeurs homosexuels qui, à travers leurs paroles ou leurs actions, veulent faire état de leur homosexualité afin d'inciter de jeunes enfants impressionnables à suivre leur mode de vie ». Très sûr de lui, John Briggs choisit de rendre publique sa proposition sur les marches de l'hôtel de ville de San Francisco, une ville comptant pourtant un quart d'électeurs LGBT à cette époque. Se positionnant dans la droite ligne de Save Our Children, le sénateur Briggs nomme son organisation California Defend Our Children (CDOC). Il utilise par ailleurs la même stratégie qu'Anita Bryant et fait publier dans la presse des assemblages de gros titres associant homosexualité et abus sexuels sur mineur. Il profite en outre d'un consultation populaire touchant à la peine de mort pour inciter les votants « à agir maintenant pour protéger [leur] famille des assassins vicieux et défendre [leurs] enfants contre les enseignants homosexuels ».
Face à Briggs, la communauté LGBT californienne, déjà très bien établie à Los Angeles et à San Francisco, jouit d'une plus grande visibilité que celle de Miami et possède également un réseau associatif plus étoffé. Le pasteur homosexuel Troy Perry, fondateur de l'Église communautaire métropolitaine, parvient ainsi à lever, en seize jours, 100 000 dollars de dons destinés à combattre l'« Initiative Briggs ». Les stars hollywoodiennes Bette Midler, Lily Tomlin et Richard Pryor font également entendre leurs voix contre la proposition du sénateur et recueillent une somme équivalente à celle du révérend. Cependant, quand est annoncée l'obligation légale de révéler l'identité de toute personne offrant au moins 50 dollars pour soutenir une cause, les sympathisants (comme Rock Hudson) réduisent massivement leurs dons à 49 dollars. Avec les fonds récoltés par les militants, David Goodstein et d'autres personnalités font appel aux services d'une agence de publicité, chargée de montrer le danger que fait peser la « proposition 6 » sur le respect de la vie privée et les droits fondamentaux des enseignants.

Les résultats du référendum californien, comté par comté.

Dans The Advocate, Goodstein presse par ailleurs la communauté gay de ne pas donner matière aux préjugés dont elle est victime et de laisser les professionnels faire leur travail afin d'éviter les excès. Cela n'empêche pas certaines initiatives, comme celle du militant Morris Kight, qui entreprend une marche à travers la Californie pour sensibiliser la population aux dangers de la « Proposition 6 », de rencontrer un réel succès. Une autre personnalité joue un rôle important dans la campagne : c'est le militant Harvey Milk, tout juste élu conseiller municipal de San Francisco. Premier homme politique ouvertement homosexuel de Californie, Milk conduit une série de débats télévisés avec Briggs et obtient ainsi une ample couverture médiatique. Surtout, il parvient à réunir les foules, comme lors du San Francisco Gay Freedom Day, où 350 000 personnes se pressent pour l'écouter. Autre participation notable : celle des lesbiennes, qui prennent autant part à la campagne que les gays et qui parviennent à réunir autant d'argent qu'eux.
Considérée comme un projet de loi liberticide, dans la mesure où elle permettrait de renvoyer les employés du monde éducatif à cause de leur opinion ou de leur manière de voter, l'« Initiative Briggs » soulève l'opposition d'une partie de la classe politique républicaine. L'ancien gouverneur californien Ronald Reagan déclare ainsi que « la proposition 6 n'est pas nécessaire pour protéger nos enfants. Nous bénéficions déjà de cette protection légale. Cela pourrait être très couteux de la compléter et pourrait potentiellement causer un mal innécessaire aux gens ». Ce soutien inattendu de Reagan à la communauté LGBT termine de convaincre l'opinion publique, qui se retourne massivement. Finalement, le projet de loi est rejeté le 7 novembre 1978, et les partisans du non dépassent d'un million de voix ceux du oui

## Conséquences de la campagne nationale

### Naissance de laMoral Majority

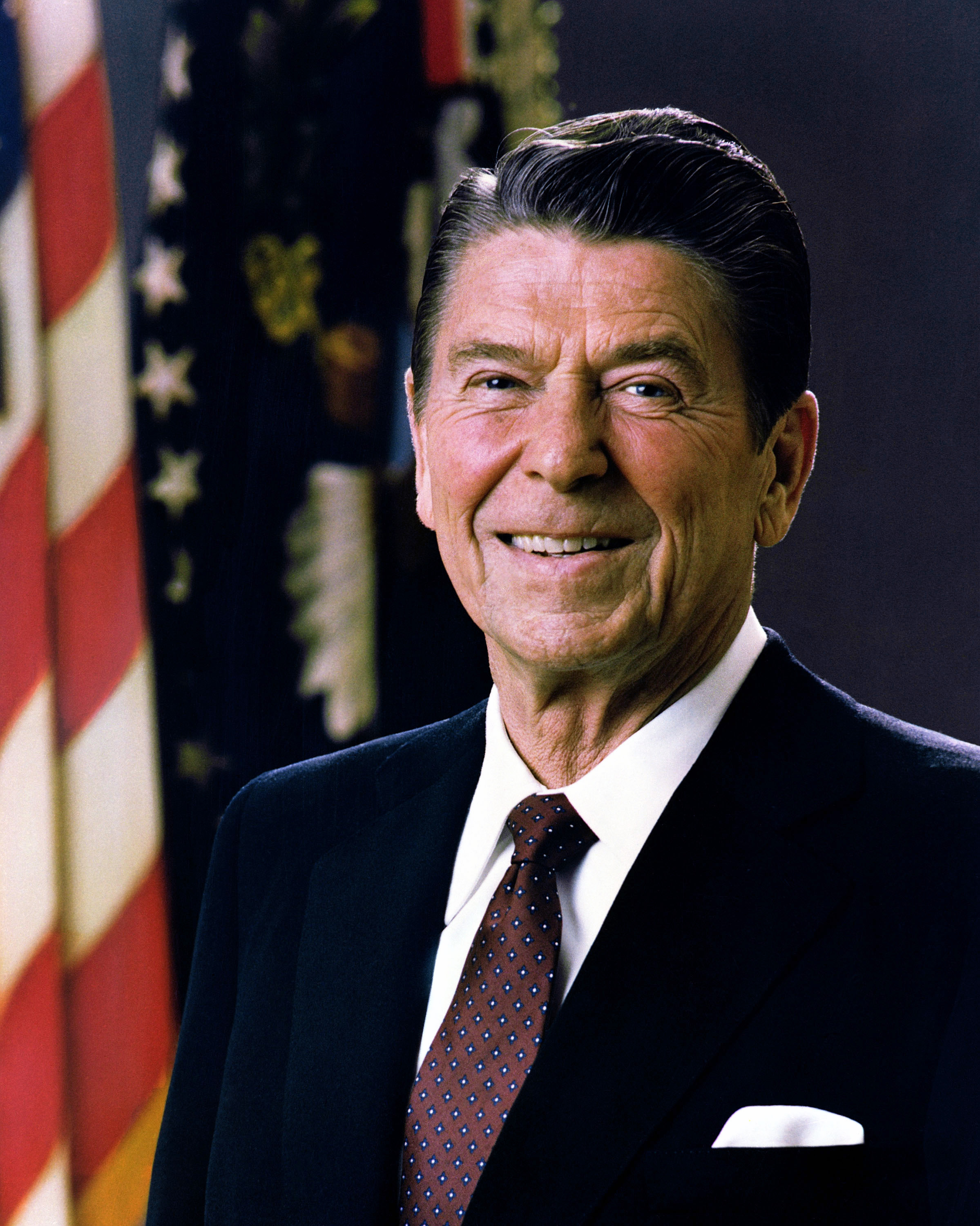
Le président républicain Ronald Reagan symbolise la victoire de la Moral Majority.

La campagne menée par Save Our Children contre les droits des homosexuels réveille les forces conservatrices américaines, en sommeil depuis le « Procès du singe » (1925). Il faut en effet remonter aux débats soulevés par l'enseignement de la théorie de l'évolution dans les écoles publiques pour trouver une tentative équivalente des organisations religieuses pour peser sur la vie politique du pays. Pour l'universitaire Fred Fejes, Save Our Children a été un facteur significatif dans la montée du militantisme chrétien. De son côté, Ruth Shack voit dans Save Our Children et Anita Bryant les précurseurs de la Nouvelle droite américaine.
Le pasteur Jerry Falwell, fondateur de la « Moral Majority » (« majorité morale ») en 1979, profite clairement de son implication dans les campagnes menées en Floride contre l'ordonnance 77-4 et contre l’Equal Rights Amendment pour gagner en crédit auprès de l'opinion publique conservatrice. Il parvient ainsi à réunir, autour de lui, des croyants de différentes confessions qui sont tous convaincus que le droit à l'avortement, la pornographie, l'immoralité et la drogue font le jeu du communisme et risquent d'amener la chute de la société américaine,,.
Pour Falwell lui-même, la victoire de la Moral majority lors des élections présidentielles de 1980, qui voient le triomphe du républicain Ronald Reagan, s'explique par la forte mobilisation des militants, les campagnes de dons et l'utilisation massive des médias, c'est-à-dire par les méthodes éprouvées lors des débats entourant l'ordonnance 77-4[réf. nécessaire]. Dans ces conditions, il n'est pas surprenant que l'une des cibles privilégiées de la Moral majority soit restée la communauté LGBT. Quand l'épidémie de SIDA se développe aux États-Unis, Falwell y voit la preuve d'un châtiment divin. Il déclare alors aux Américains que « si les homosexuels ne sont pas stoppés, ils infecteront la nation entière et l'Amérique sera détruite ».

### Apogée du militantisme gay

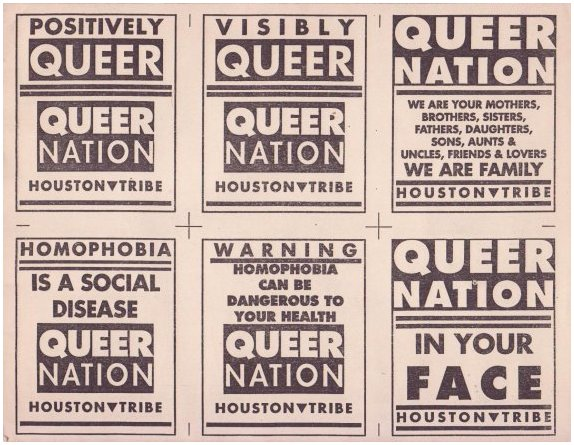
Affiches de l'organisation Queer Nation.

De la même façon que la campagne menée par Save Our Children permet de remobiliser les forces conservatrices chrétiennes, elle joue le rôle de catalyseur pour les militants homosexuels. Pour Fred Fejes, « tandis que les émeutes de Stonewall de 1969 ont probablement marqué le début du mouvement gay et lesbien moderne, les campagnes de 1977 et de 1978 ont permis l'émergence d'une communauté gay et lesbienne à la fois consciente d'elle-même et de son poids politique national ». À l'échelle du pays, la colère que fait naître le discours d'Anita Bryant et de ses partisans favorise ainsi le développement d'un réseau d'organisations LGBT bien structuré. Trente ans après la campagne, le directeur de l'exposition Days Without Sunshine consacrée à la campagne de Save Our Children explique qu'Anita Bryant est « la meilleure chose qui soit arrivée au mouvement pour les droits des homosexuels. Elle et ceux qui la suivaient étaient si extrémistes qu'ils ont complètement galvanisé le mouvement homosexuel ». L'écrivain Armistead Maupin fait une analyse similaire lorsqu'il déclare : « Je sais ce que cette bataille a fait pour moi : elle m'a obligé à me confronter à mon dégoût de moi-même et à le dépasser en effectuant mon coming-out ».
Le militantisme homosexuel évolue cependant avec l'apparition et le développement de l'épidémie du SIDA au début des années 1980. Après avoir effectué des tentatives désespérées pour attirer l'attention de la classe politique sur la maladie qui afflige alors les membres les plus mal considérés de la société américaine, certains gays choisissent de passer à l'action directe. La création de l’AIDS Coalition to Unleash Power (plus connue sous le nom d'« ACT UP ») par Larry Kramer en 1987 est ainsi une réponse aux tentatives du gouvernement américain de minimiser la gravité de l'épidémie et à la pusillanimité d'un grand nombre d'homosexuels. La première action du mouvement consiste à effectuer une marche de protestation à New York contre la politique de la Food and Drug Administration (FDA). Il bloque alors la circulation à l'heure de pointe et apparaît à la Une des médias quand dix-sept de ses membres se font arrêter par la police. La stratégie d'ACT UP inspire ensuite d'autres mouvements comme Queer Nation ou Lesbian Avengers, qui concentrent leurs actions sur la question des droits LGBT[réf. nécessaire].

### Déclin d'Anita Bryant
Les membres de la communauté LGBT ne sont pas les seuls à subir les conséquences de la campagne de Save Our Children. En mai 1979, Anita Bryant et Bob Green divorcent et leur séparation fait la Une des journaux. La chanteuse déménage alors en Alabama avec ses enfants. En 1980, elle donne une interview pleine de naïveté au Ladies' Home Journal dans laquelle elle raconte les détails de sa vie maritale durant la campagne. Elle y explique aussi qu'elle s'est « mariée pour de mauvaises raisons » et qu'elle et Green se disputaient régulièrement, au point d'avoir vite envisagé le divorce. Après leur mariage, Bob Green est devenu son manager et elle a commencé à crouler sous les représentations, jusqu'à gagner 700 000 dollars rien qu'en 1976. Elle y reconnaît aussi qu'elle a séjourné dans une institution psychiatrique chrétienne en 1973, et qu'elle a souvent consulté des psychiatres et des conseillers matrimoniaux. Son anxiété se manifestait alors par des douleurs thoraciques, des tremblements, des difficultés à avaler de la nourriture et même une paralysie de 24 heures lors d'un voyage en Israël avec Jerry Falwell et sa famille.
À l'occasion de cette interview, Anita Bryant révèle que son divorce lui a valu de sévères critiques de la part de la communauté chrétienne : un pasteur canadien l'a ainsi humiliée en exprimant des doutes sur le fait qu'elle ait « jamais rencontré le Seigneur ». Ce douloureux rejet conduit la chanteuse à adoucir ses positions sur la communauté homosexuelle. Elle explique ainsi au journal que « l'Église doit se montrer plus aimante » et « regarder [les gays] comme des êtres humains ». Elle nuance toutefois immédiatement son propos en disant que « si c'était à refaire, je le referai, mais pas de la même façon ». Anita Bryant tient également un discours plus féministe, considérant que « l'Église doit se réveiller et trouver un moyen de faire face au divorce et aux problèmes des femmes en se basant sur les principes bibliques ». Elle ajoute : « Je suis convaincue qu'à long terme Dieu me défendra. J'ai abandonné les fondamentalistes, qui sont devenus si légalistes et ont une lecture si littérale de la Bible ». Après ces événements, la carrière d'Anita Bryant ne redémarre jamais. En 1992, elle tente un comeback à Eureka Springs, dans l'Arkansas, puis à nouveau en 1994 à Branson, dans le Missouri et enfin à Pigeon Forge, dans le Tennessee, en 1997. Mais, à chaque fois, son public est moins nombreux et elle échoue à trouver des investisseurs. En 2002, la chanteuse et son second époux Charlie Dry sont contraints de se déclarer en faillite dans trois États américains.
De son côté, Bob Green voit sa foi renforcée par la campagne contre les homosexuels. Dans une interview réalisée en 2007, il attribue l'échec de son mariage aux pressions subies par Anita Bryant. Il blâme en outre les gays et les lesbiennes pour les souffrances qu'il a subies après son divorce. Il déclare ainsi : « Leur but était de mettre [ma femme] en faillite et de détruire sa carrière. Et c'est ce qu'ils ont fait. C'est injuste ». Dans ces conditions, Green déclare que le combat mené en 1977 « n'en valait pas la chandelle... Le traumatisme, la bataille dans laquelle nous nous sommes tous trouvés. Je ne veux jamais repasser par ça ».

## Remise en place de l'ordonnance 77-4 à Miami
En 1998, le comté de Miami-Dade rétablit l'ordonnance rendant illégales les discriminations sur la base de l'orientation sexuelle par 7 voix contre 6. Deux ans plus tard, une pétition est organisée pour renverser l'ordonnance mais elle échoue à trouver les signatures nécessaires pour lancer un nouveau référendum local. Une consultation populaire a finalement lieu en 2002 mais, cette fois, ce sont les partisans des droits LGBT qui l'emportent avec 56 % des voix.

## Dans la culture populaire

### Exposition
En 2007, la Stonewall Library & Archives organise une exposition sur la campagne menée par Save Our Children intitulée « Days Without Sunshine: Anita Bryant’s Anti-Gay Crusade ».

### En littérature
Dans le deuxième tome des Chroniques de San Francisco (1980) d'Armistead Maupin, le personnage de Michael « Mouse » Tolliver fait son coming out auprès de ses parents en réaction au soutien de ceux-ci à la campagne homophobe d'Anita Bryant,.

### Au cinéma
- Anita Bryant et la campagne de Save Our Children sont évoquées dans le biopic Harvey Milk (2008) de Gus Van Sant[116] ;
- Un projet de biopic consacré à Anita Bryant et ayant Uma Thurman comme tête d'affiche serait actuellement en cours de réalisation aux États-Unis[117].

### À la télévision
Conséquence du rôle de la chanteuse dans la campagne Save Our Children, le nom d'Anita Bryant est utilisé à plusieurs reprises comme synonyme de « personne intolérante » dans des séries télévisées américaines comme Les Craquantes, Femmes d'affaires et Dames de cœur ou Will et Grace.